# Corris Uchaf

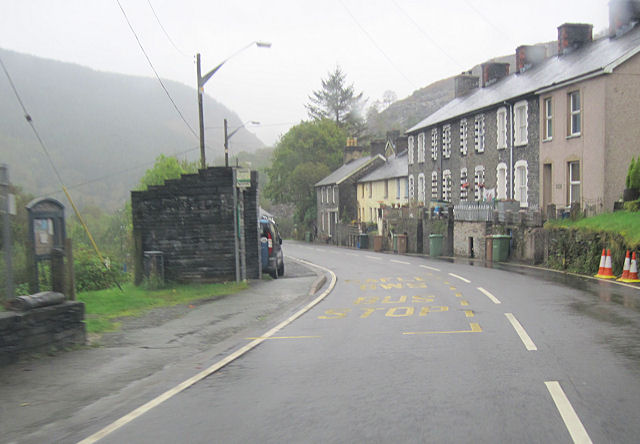
Ortsbild

Corris Uchaf ist ein Dorf in Gwynedd, Wales. Durch den Ort fließt der Afon Deri, der im Nachbardorf Corris in den Afon Dulas mündet. Am Ort befanden sich die Braich Goch Slate Mine und andere Bergwerke für die Gewinnung von Schwarzschiefer.